# Lucuma bifera
Lucuma bifera Molina è un albero della famiglia delle Sapotaceae, originario delle Ande.
Si utilizza il suo frutto, chiamato lucuma in gastronomia, soprattutto per la produzione di dolci e gelati.
Non si deve confondere con il lucumo cileno (Gayella valparadisaea) originario delle valli andine cilene.

## Storia
Ricerche archeologiche situano l'inizio della sua coltivazione nelle valli interne della Ande da parte dei popoli preincaici.
Qui il consumo del frutto e l'uso del legname sono molto documentati nelle rappresentazioni pittoriche dei nativi Amerindi. 
Le più antiche vengono datate al VIII millennio a.C., nella regione chiamata Callejón de Huaylas in lingua Ancash.
La civiltà moche rappresentò la Lucuma come parte del suo interesse per i prodotti agricoli. 
Il suo legno fu usato nella costruzione del Santuario di Pachacàmac, dove si trovò nel 1938 un tronco di singolari dimensioni, rappresentante una figura totemica.
Gli europei conobbero la lucuma a Quito, nel 1531. La sua coltivazione si estendeva alle valli Inca. L'evidenza storica valuta il picco della sua coltivazione nell'epoca della cultura Moche, circa nel VII secolo d.C., la quale utilizzò tecniche di irrigazione e di coltivazione intensive per produrre quantità senza precedenti del frutto.
Durante l'epoca pre-ispanica la lucuma era uno dei principali ingredienti della dieta degli aborigeni delle valli, congiunta al mais, ai legumi e alla guayaba, così come alla quinoa e alla kiwicha nelle zone più elevate. All'arrivo degli europei si coltivava nell'altopiano andino e nel Sud dell'Ecuador.

## Descrizione
È un albero dal fusto dritto e cilindrico, che raggiunge i 15 metri di altezza.
Il suo legno è leggero, di colore chiaro, di grana fine, resistente.
La cima è densa e di forma sferica, le sue foglie si concentrano all'apice dei rami giovani e sono di forma ellittica, con la base schiacciata. Sono lunghe da 12 a 25 cm, coriacee e di color verde scuro nella parte interna.
I fiori sono singoli o in grappoli di due o tre, ascellati e di forma tubulare, piccoli, di colore giallo o verde, sempre ermafroditi. Hanno da 5 a 7 sepali pelosi, aderenti al punto di inserzione del picciolo del frutto.

### Il frutto

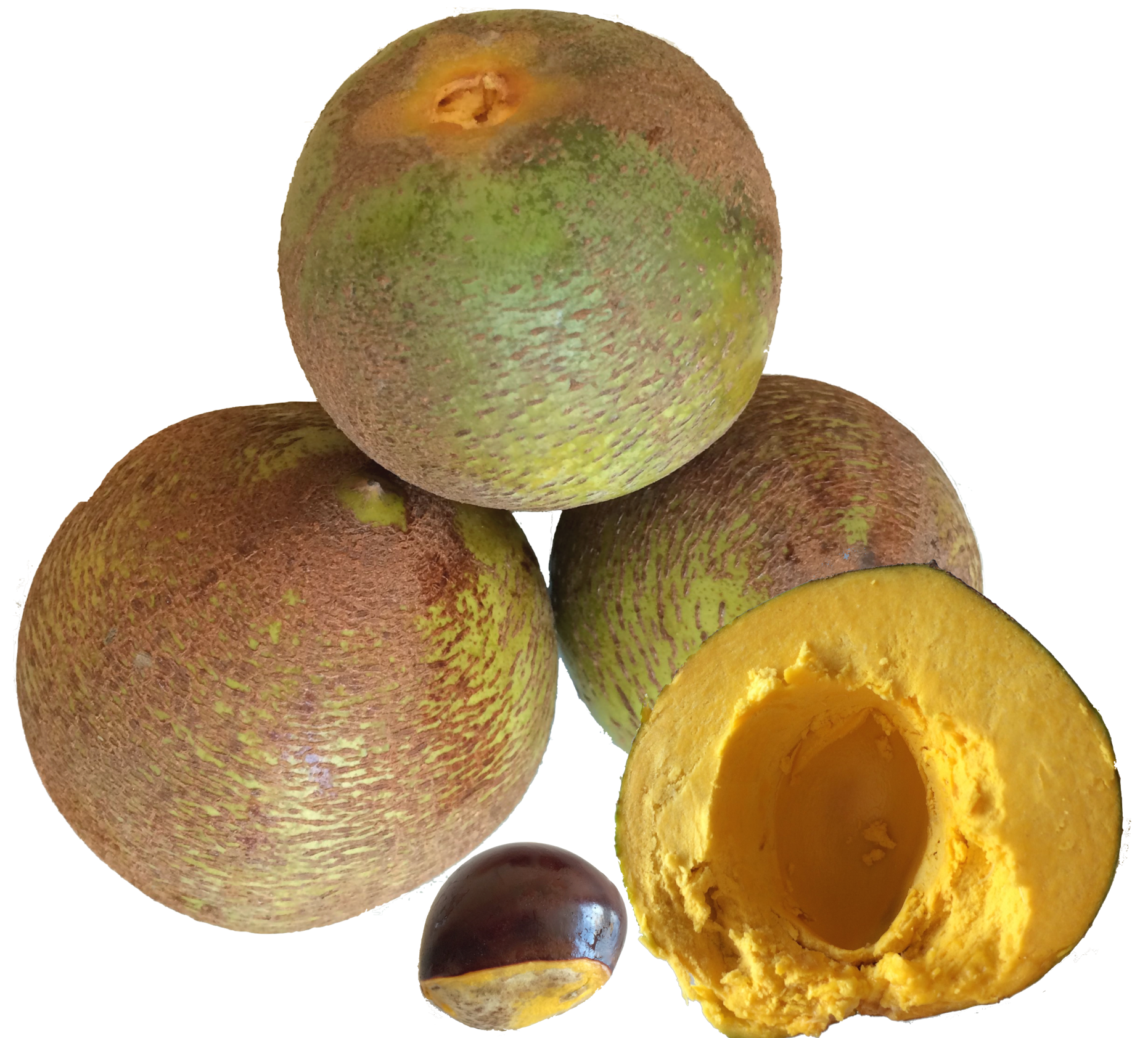
Frutti di lucuma

Il frutto matura quasi nove mesi dopo la fertilizzazione dei fiori. Il frutto è oblungo, di solito con un apice conico arrotondato, ricoperto con una pelle delicata, di colore verde brillante nella maturazione, che vira al castagno quando è maturo. Nelle varietà coltivate è lungo circa 15 cm e pesa circa 200 g.
 
Durante la maturazione è pieno di lattice; una volta pronto per il consumo la polpa è di colore giallo-arancione, inusualmente secca, ricco di amido e molto dolce. Contiene da due a cinque semi ovali e schiacciati, di colore marrone scuro, con un bordo biancastro a un lato. È molto buono da mangiare.

## Distribuzione e habitat
È una pianta originaria delle valli andine di Colombia, Ecuador, Bolivia, Peru e Cile settentrionale.
È coltivata anche nel Cile centrale, caratterizzato da clima mediterraneo, per cui è un frutto la cui coltivazione può essere tentata nell'Italia meridionale.

## Coltivazione
L'albero preferisce temperature temperate, tra i 20 e i 22 °C, non resiste alle gelate. Il terreno ideale è arenoso, di buon drenaggio, ricco di sostanze nutritive, e di pH neutro. Elemento interessante, tollera bene terreno salino e alcalino. Non necessita  di irrigazione costante, sopporta bene periodi brevi di siccità e periodi di elevata umidità, tuttavia non resiste alle inondazioni né alle temperature molto alte.
La qualità della frutta varia molto con le condizioni di coltivazione. Produce frutto fino a 3 000 m, però le condizioni migliori si trovano a circa 500 m sul mare.
In condizioni favorevoli un albero produce annualmente, a partire dal quarto o quinto anno, da 200 a 300 frutti. Le produzioni migliori si hanno per alberi innestati, tuttavia anche i prodotti generati da seme sono validi.

## Usi

### Usi alimentari
La lucuma si consuma molto matura, alcuni giorni dopo la raccolta; nell'intervallo dovrebbe essere conservata avvolta in paglia o altro materiale simile.
Ha un sapore intenso che è un incrocio tra lo sciroppo di acero e la patata dolce. Si usa cotta in torte, paste e gelati, frullati, budini e altri modi.
Il suo consumo fresco è meno frequente per un suo retrogusto, meno percettibile nelle varietà migliori.

L'uso nei dolci è esteso al tempo precolombiano in Perù, dove è considerata il frutto nazionale e prodotto di bandiera.

Per l'alto contenuto di amido, la polpa talvolta si secca per la conservazione, dà una farina molto dolce e nutriente, contiene ferro, betacarotene, e niacina. Può essere conservata congelata.

### Usi del legname
Il legno è leggero ma compatto; si utilizza per usi industriali e nelle costruzioni.